# Payson (Arizona)
Payson is een plaats (town) in de Amerikaanse staat Arizona, en valt bestuurlijk gezien onder Gila County.
Omdat de locatie van Payson zeer dicht bij het geografische centrum van Arizona ligt, wordt het "The Heart of Arizona" genoemd. Het stadje dient als een toegangspoort tot de uitgestrekte wildernis van het Coloradoplateau. De stad wordt omringd door het Tonto National Forest, het grootste van de zes nationale bossen in Arizona en het negende grootste National Forest in de Verenigde Staten. In Payson bevindt zich trouwens een van de lokale districtskantoren voor rangers van de United States Forest Service.

## Demografie
Bij de volkstelling in 2000 werd het aantal inwoners vastgesteld op 13.620.
In 2006 is het aantal inwoners door het United States Census Bureau geschat op 15.257, een stijging van 1637 (12,0%).

## Geografie
Volgens het United States Census Bureau beslaat de plaats een oppervlakte van
50,4 km², geheel bestaande uit land.

## Plaatsen in de nabije omgeving
De onderstaande figuur toont nabijgelegen plaatsen in een straal van 40 km rond Payson.